# 阿倍弥夫人
阿倍 弥夫人（あべ の みふと、生没年不詳）は、奈良時代の貴族。氏は安倍とも表記される。姓は朝臣。官位は従四位下・伊予守。

## 経歴
天平宝字8年（764年）9月に発生した藤原仲麻呂の乱では仲麻呂が近江で伏誅（誅殺）されたことをいちはやく宮中に告げ、従四位下を授けられている。翌天平神護元年（765年）には勲五等への叙勲を受けている。神護景雲2年（768年）6月には、伊予守に任ぜられている。ところが、翌神護景雲3年（769年）、県犬養姉女らの配流に坐せられ、無位無官にされている（ただし、姉女らの事件にどのように関与していたのかは、記述がないため明らかではない）。光仁朝の宝亀3年（772年）になって、姉女の名誉が回復すると、同年11月赦され、従五位下に降叙されている。

## 官歴
『続日本紀』による
- 天平宝字8年（764年）9月：従四位下
- 天平神護元年（765年）正月9日：勲五等
- 神護景雲2年（768年）6月29日、伊予守
- 神護景雲3年（769年）5月29日？官位剥奪
- 宝亀3年（772年）11月25日：従五位下